# جمهورية إفريقيا الوسطى في الألعاب الأولمبية الصيفية 2016

علم جمهورية أفريقيا الوسطى.

نافست أفريقيا الوسطى في دورة الألعاب الأولمبية الصيفية 2016 في ريو دي جانيرو، البرازيل، من 05-21 أغسطس 2016.